# Klaus Dieter Zang
Klaus Dieter Zang (* 23. Juli 1935 in Ludwigshafen) ist ein deutscher Mediziner und Professor für Humangenetik, der 1973 einen Ruf an die Universität des Saarlandes erhielt und 2003 dort emeritiert wurde.

## Leben und Wirken
Klaus D. Zang wurde am 23. Juli 1935 in Ludwigshafen am Rhein als Sohn von Maria Zang, geborene Stahl, und des Lebensmittelchemikers Karl Zang geboren. Nach dem Abitur am altsprachlichen Gymnasium im Februar 1954 begann er im Jahr 1955 das Medizinstudium an der Ludwig-Maximilians-Universität München. Nach dem Physikum arbeitete er als wissenschaftliche Hilfskraft und Doktorand am Max-Planck-Institut für Biochemie in München bei Adolf Butenandt. Von 1959 bis 1963 erhielt Zang ein Stipendium des Instituts. Zang ist katholisch und heiratete 1959 die promovierte Odila Buchholz, mit der er die zwei Töchter Birgit und Dagmar bekam. 1961 legte Zang das Staatsexamen für Medizin ab und wurde mit einer von dem Nobelpreisträger Adolf Butenandt betreuten Doktorarbeit zum Dr. med. promoviert. Nach der Medizinalassistentenzeit von 1963 bis 1973 erhielt er die Approbation als Arzt und arbeitete anschließend als Postdoktorand in der von Gerhard Ruhenstroth-Bauer geleiteten Abteilung für Experimentelle Medizin des Max-Planck-Instituts für Biochemie. Parallel dazu war er freier Mitarbeiter in der Entwicklungsabteilung der Firma Beckman Instruments, wo er sich mit Methoden der quantitativen Photometrie beschäftigte und ein zweistrahliges Mikroskop-Fotometer entwickelte. Zehn Jahre später erfand Zang eine zeiger- und ziffernlose Uhr, die mit 16 Leuchtdioden 24 × 60 Zustände ausdrücken konnte und international patentiert wurde.
Von 1963 bis 1967 war Zang wissenschaftlicher Mitarbeiter am Max-Planck-Institut für Psychiatrie in der Abteilung für Neuropathologie, die von Gerd Peters geleitet wurde. Dort beschäftigte er sich vor allem mit Tumorzytogenetik und dem Down-Syndrom. Von 1967 bis 1973 leitete Zang im gleichen Institut eine Nachwuchsgruppe für Medizinische Genetik und Zytogenetik. In dieser Zeit gelang ihm und seinen Mitarbeitern der Nachweis der ersten tumor-typischen Chromosomenanomalie bei einem menschlichen soliden Tumor, dem Meningeom.
Im Jahr 1971 habilitierte sich Zang für Medizinische Genetik. Er hielt in diesem Fach Vorlesungen an der Ludwig-Maximilians-Universität in München und erhielt einen Lehrauftrag für Humanbiologie und Humangenetik von der Universität Regensburg.
1973 wurde Zang als ordentlicher Professor für Humangenetik auf den neu gegründeten Lehrstuhl für Humangenetik an der Medizinischen Fakultät der Universität des Saarlandes in Homburg berufen. Obwohl er später einen Ruf von der Universität Bonn erhielt, blieb er im Saarland und baute das Institut für Humangenetik zielstrebig aus. Seine Forschungsprojekte wurden im Laufe der Jahre von Stiftungen,  der EU und der Deutschen Forschungsgemeinschaft mit vielen Millionen Euro gefördert. Zang betreute über 100 Doktoranden und Diplomanden in Biologie und Medizin und führte zwölf seiner Mitarbeiter zur Habilitation. Im Rahmen der akademischen Selbstverwaltung war er jahrelang im Senat und der Forschungskommission der Universität tätig und hatte von 1979 bis 1982 das Amt des Vizepräsidenten der Universität inne. Außerdem war er über viele Jahre Vertrauensdozent der Studienstiftung des Deutschen Volkes und Fachgutachter für die Deutsche Forschungsgemeinschaft, das Bundesforschungsministerium, die EU und einige Stiftungen. Im Jahr 1996 initiierte Zang den Sonderforschungsbereich 399 „Molekularpathologie der Proliferation“ und war bis 2001 dessen Sprecher.
Nach seiner Emeritierung gründete der in Homburg-Schwarzenacker lebende Zang noch ein F&E-Institut für Genetische Diagnostik, forschte u. a. mit EU-Mitteln über genetische Polymorphismen bei Hochleistungssportlern und erstellte noch gerichtliche Abstammungsgutachten und Gutachten nach dem Transsexuellengesetz.
Von der Bundesärztekammer wurde Zang im Jahr 2000 für seine vielfältigen Verdienste um die ärztliche Fortbildung die Ernst-von-Bergmann-Plakette verliehen.

## Schriften (Auswahl)
- mit H. Singer: Chromosomal constitution of meningiomas. In: Nature. Band 216, Nr. 5110, 1967, S. 84–85.
- mit E. Back: Quantitative studies on the arrangement of human metaphase chromosomes. In: Cytogenetics. Band 8, Nr. 4, 1969, S. 304–314.
- mit Heinrich Zankl: Chromosome size and hypodiploidy. In: Nature. Band 228, Nr. 5273, 1970, S. 778–779.
- mit Heinrich Zankl: Cytological and cytogenetical studies in human brain tumors. 4. Identification of the missing G-chromosome in human meningiomas as no. 22 by fluorescence technique. In: Humangenetik. Band 14, Nr. 2, 1972, S. 167–169.
- mit DeVries: Jan. 1973.
- mit Leyking: Der XYY-Mann. 1981.
- Wörterbuch der Medizinischen Biologie und Genetik. 1982.
- Cytological and cytogenetical studies on human meningioma. In: Cancer Genetics and Cytogenetics. Band 6, Nr. 3, 1982, S. 249–274.
- als Hrsg.: Klinische Genetik des Alkoholismus. Kohlhammer-Verlag, Stuttgart 1989, ISBN 3-17-008103-9.
- mit W. I. Steudel, R. Feld und W. Henn: Correlation between cytogenetic and clinical findings in 215 human meningiomas. In: Acta Neurochirurgica. Suppl. 65, 1996, S. 73–76.
- mit W. Henn: Mosaicism in Turner syndrome. In: Nature. Band 390, Nr. 6660, 1997, S. 569.
- als Hrsg. mit B. Wullich: Genetik von Krankheiten des Urogenitalsystems. Springer-Verlag, Berlin/Heidelberg 2000, ISBN 978-3-642-64039-1.
- Meningioma: a cytogenetic model of a complex benign tumor. In: Cytogenetics and Cell Genetics. Band 93, Nr. 3–4, 2001, S. 207–220.
- mit R. Ketter, S. Urbschat, W. Henn, W. Feiden, N. Beerenwinkel, T. Lengauer, W. I. Steudel und J. Rahnenführer: Application of oncogenetic trees mixtures as a biostatistical model of the clonal cytogenetic evolution of meningiomas. In: J. Int J Cancer. Band 121, 2007, S. 1473–1480.
- mit W. Lenhard, E. Breitenbach, H. Ebert, H. J. Schindelhauer-Deutscher und W. Henn: Attitudes of mothers towards their child with Down syndrome before and after the introduction of prenatal diagnosis. In: Intellect. Dev. Disabil. Band 45, 2007, S. 98–102.
- Genetische Untersuchungen zur Klärung der Abstammung. – Schwierigkeiten bei der Anwendung von § 17 Gendiagnostikgesetz. In: MedR. Band 33, 2015, S. 693–699.
- mit  R. J. Karlowatz, J. Scharhag, J. Rahnenführer, U. Schneider, E. Jakob und W. Kindermann: Polymorphisms in the IGF1 signalling pathway including the myostatin gene are associated with left ventricular mass in male athletes. In: Br. J. Sports. Med. Band 45, 2011, S. 36–41.